# Коли (Кјети)
Коли (итал. Colli) је насеље у Италији у округу Кјети, региону Абруцо.
Према процени из 2011. у насељу је живело 244 становника. Насеље се налази на надморској висини од 334 м.